# Осиек, Хольгер
Хольгер Осиек (нем. Holger Osieck; 31 августа 1948, Дуйсбург) — немецкий футболист и тренер.

## Карьера игрока
Про игровую карьеру Осиека мало что известно. Он сидел в запасе в «Шальке 04», играл за второлиговые «Айнтрахт Гельзенкирхен» и «Мюльхайм», последним его клубом был канадский «Ванкувер Уайткэпс». За короткую карьеру игрока не сыграл ни одного матча в Бундеслиге.
Тренерскую карьеру начал в 1977 году.

## Карьера тренера

### Начало
По завершении карьеры игрока Осиек на год остается в своем последнем клубе «Ванкувер Уайткэпс». Параллельно с этим работает ассистентом в канадской сборной.
В 1979 году Немецкий футбольный союз доверяет Осиеку юношескую сборную ФРГ, где он работает до 1987 года.
в 1987 году его приглашают в качестве ассистента в сборную ФРГ к Францу Беккенбауэру. Вместе с «Кайзером» побеждает на ЧМ-90 в Италии.
в 1990 году Беккенбауэр оставляет «бундестим», чтобы возглавить французский «Олимпик Марсель», и забирает Осиека с собой во Францию в том же качестве ассистента.

### Бохум
Самостоятельную карьеру Хольгер Осиек начинает в 1991 году, возглавив «Бохум». Однако выступление в Первой Бундеслиге было признано неудачным. Клуб, хоть и спасся от вылета, закончил чемпионат на 15-м месте в таблице. Осиек покинул команду.

### Фенербахче
в 1993 году Осиек перебирается в Турцию, в стамбульский гранд «Фенербахче». Здесь его ждет первый успех в тренерской карьере — клуб закончил чемпионат на втором месте, всего очко уступив заклятым врагам из «Галатасарая» (70 на 69). 
Также, Осиек выиграл с клубом два не разыгрывающихся ныне турнира «TSYD Cup» — Кубок Шести Регионов и «Chancellor Cup» — Кубок Финалистов. Но так как ни Чемпионат, ни Кубок Турции выиграны не были, Осиека уволили в 1994 году. Но он ещё вернется в Турцию.

### Урава Редс
А в 1995 году Хольгер снова меняет работу. На этот раз — Япония и клуб «Урава Редс». В клубе, где ковали себе славу многие немецкие тренеры, Осиек продержался два сезона: 1995 и 1996. В первом сезоне завершили третьими, во втором — аж шестыми, и Осиек покинул Японию. Чтобы позже триумфально вернуться.

### Коджаелиспор
Сразу после увольнения из «Уравы» Осиек возвращается в Турцию. На этот раз в скромный «Коджаелиспор», однако именно с этим клубом он выигрывает свой первый крупный трофей — Кубок Турции, победив в двухматчевом финале «Трабзонспор» Шенола Гюнеша 1:1 и 1:0. К тому же Осиек довел клуб до довольно высокого 7-го места в таблице. Он ушёл из клуба в 1997 году.

### Сборная Канады
в 1999 году Осиек возвращается в Канаду, но уже главным тренером сборной. И с ходу берет главный трофей Северной Америки — Золотой кубок КОНКАКАФ в 2000 году.
Но путь канадцев к «золоту» нельзя назвать л`гким. Сначала они попали в отборочную группу со сборными Гаити, Кубы и Сальвадора. Причем первым матчем для Осиека стала нулевая ничья с кубинцами. Но благодаря двум победам со счетом 2:1 над Сальвадором и Гаити, канадцы вышли из группы с первого места.
В первом раунде Кубка канадцы попали в группу D , вместе с Коста-Рикой и Южной Кореей, которые были приглашены как гости.
Все матчи группы завершились вничью. Канадцы сыграли 2:2 с Коста-Рикой и 0:0 с Южной Кореей. Имея больше забитых, Коста-Рика заняла первое место. А судьбу второй путевки решило подбрасывание монеты. Канадцы выиграли и прошли дальше.
20 февраля 2000 в Сан-Диего канадцы играли матч 1/4 против одного из фаворитов — сборной Мексики. Основное время закончилось вничью 1:1, а сенсационную победу Канаде принес золотой гол Ричарда Гастингса.
24 февраля в Лос-Анджелесе канадцы вышли на матч полуфинала против Тринидада и Тобаго; выход в финал канадцам обеспечил гол Марка Уотсона на 68-й минуте.
27 февраля в том же Лос-Анджелесе команда Осиека играла финал против грозной Колумбии, которая на пути к финалу выбила хозяев — США и сборную Перу.
Но канадцы Колумбию не испугались. Под конец первого тайма «гол в раздевалку» забил Джейсон де Вос. А на 68-й минуте, которая снова стала счастливой для Канады, с пенальти забил Карло Кораццин. Канада выиграла финал 2:0 и впервые стала чемпионом КОНКАКАФ. Ту сборную прозвали «Герои Хольгера».
Кубок КОНКАКАФ 2002 тоже следует признать успешным, команда заняла на турнире 3-е место, проиграв по пенальти США в 1/2, и победив в матче за «бронзу» Южную Корею 2:1.
Провальным и последним для Осиека стал Кубок КОНКАКАФ 2003. Команда снова попала в группу D, где встретилась со «старыми знакомыми» — Коста-Рикой и Кубой. И если Коста-Рику благодаря голу Пола Сталтери обыграли 1:0, то Кубе сенсационно уступили 0:2 и покинули турнир. А Хольгер покинул Канаду.

### Работа в ФИФА и Япония
В период 2004—2006 гг. Осиек работал в ФИФА как глава их Технического Департамента.
В 2007 году он возвращается в японский клуб «Урава Редс» на смену Гвидо Бухвальду. Команде предстояло участие в Лиги Чемпионов АФК. В группе с «Сидней ФК», индонезийским «Персик Кедири» и китайским «Шанхай Шэньхуа» команде хватило двух побед и 4-х ничьих, чтобы занять 1 место.
В 1/4 в двух матчах был разгромлен 4:1 южнокорейский «Чонбук Хёндэ Моторс».
В 1/2 снова корейцы — «Соннам Ильхва». Дважды по 2:2 и победа 3:5 в серии пенальти.
В финале команда Осиека сошлась с иранским «Сепаханом». В Иране сыграли 1:1. Но дома, в Японии, команда Осиека не оставила иранцам ни шанса — 2:0. 3:1 по сумме двух матчей, и Осиек делает «Ураву» лучшим клубом Азии.
Но за провальное начало сезона 2008 Осиека уволили из «Уравы» 16 марта 2008 года.

### Сборная Австралии
11 августа 2010 года Осиек возглавил «Соккеруз» — футбольную сборную Австралии.
Ко времени переезда Осиека на «Зеленый Континент» в сборной сложилась сложная ситуация, связанная со скандальным уходом Пима Вербека и критикой его стиля работы и игры команды, в том числе и на ЧМ-2010 в ЮАР.
Первостепенной задачей Осиека стала подготовка сборной к Кубку Азии 2011 в Катаре. Хольгер провел несколько товарищеских матчей, чтобы познакомиться с составом, также вызвал в сборную игроков из А-Лиги: Алекс Броск, Юджин Галекович, Джейд Норт, Майкл Туэйт, Мэтт Маккэй. В сборной Австралии происходила долгожданная смена поколений.
Прибыв в Катар, сборная сыграла нулевую ничью с ОАЭ в рамках подготовки, дав игровую практику резерву.
Из новых лиц в сборной лишь Робби Круз, с 2011 года играющий за немецкую «Фортуну (Дюссельдорф)» да Нил Килкенни, ныне играющий в «Бристоль Сити».
Турнир для подопечных Осиека начался с победы 4:0 над аутсайдером из Индии. Дубль Харри Кьюэлла, голы Кэхилла и Холмана.
Вторая игра стала намного более серьёзным испытанием. Осиек снова встретился с Южной Кореей. И на этот раз снова ничья 1:1. На гол Ку Джа Чхоля соккеруз ответили голевым подключением Миле Единака. И это не последний важный гол Миле на этом турнире.
В последнем матче группы от Австралии требовался хороший результат в игре с Бахрейном. Череда травм, подкосившая сборную, заставила внести коррективы. Вместо травмированных Чулины, Кэрни и Уилкшира вышли Карл Валери, Маккэй и Норт. А могучий удар Миле Единака принес Австралии победу и путевку в плей-офф.
В четвертьфинале с Ираком дело дошло до овертайма, и уже шло к серии пенальти, когда Мэтт Маккэй исполнил отличную передачу на голову Харри Кьюэлла, и тот вывел Австралию в полуфинал.
В 1/2 был разгромлен Узбекистан 6:0. Впервые голы за сборную забили Саша Огненовски, Валери и Робби Круз.
В финале же Австралию ждали «Синие Самураи» — Япония Альберто Дзаккерони. Счет 0:0 держался до 109-й минуты, когда прострел с левого фланга нашёл в штрафной Австралии Таданари Ли, и тот принес Японии Кубок Азии.
После Кубка Азии Австралия преподнесла один сенсационный результат — победа 2:1 над сборной Германии в Мёнхенгладбахе 30 марта 2011, благодаря двум голам защитников Кэрни и Уилкшира. Однако следует указать, что как и Австралия, так и Германия были без своих основных игроков. Австралия недосчиталась Нила, Кеннеди, Брешиано, Чулины, в то время как Йоахим Лёв не вызвал на матч Лама, Озила, Нойера, Мертезакера и Хедиру. Австралия осталась единственной командой, обыгравшей Германию в 2011 году.
Вывел Австралию на ЧМ-2014. Был отправлен в отставку после крупного поражения (0:6) от Франции.

## Достижения
- Обладатель Кубка Турции: 1997
- Обладатель Золотого кубка КОНКАКАФ: 2000
- Победитель Лиги чемпионов АФК: 2007
- Финалист Кубка Азии: 2011